# Bodysong
Bodysong es un film-documental del director británico Simon Pummell que ganó el premio BIFA a mejor documental en el año 2003. El film consiste únicamente de fragmentos de películas y otros materiales videográficos archivados en los últimos 100 años de cine. Cuenta con la música del guitarrista de Radiohead Jonny Greenwood,
con su primer proyecto discográfico en solitario, también titulado Bodysong.

## Banda sonora
1. Moon Trills (5.17)
2. Moon Mail (1.12)
3. Trench (2.38)
4. Iron Swallow (2.09)
5. Clockwork of Soldiers (3.48)
6. Convergence (4.26)
7. Nudrik Headache (2.16)
8. Peartree (3.06)
9. Spitter (3.57)
10. BodeRadio/Glass Light/Broken Hearts (4.36)
11. 24 Hour Charleston (2.39)
12. Milky Drops From Heaven (4.44)
13. Tehellet (3.40)